# 劉邦驥
刘邦骥（1868年—1930年）字襄奎，湖北汉川麻河镇人，中国军事理论家。

## 生平
刘邦骥早年入两湖书院，1896年赴日本留学。归国后，先后创建了湖北武师范学堂、湖北陆军小学堂等校。1901年，任湖南军事参议官。1917年任浙江宁波道尹。1924年任北京高级警官学校校长。
1930年，刘邦骥逝世。

## 著作
- 刘邦骥著《孙子浅说》，是在蒋百里遗稿《孙子新释》的基础上扩展而成。[1]